# XXXIX Liceum Ogólnokształcące im. Lotnictwa Polskiego w Warszawie
XXXIX Liceum Ogólnokształcące im. Lotnictwa Polskiego w Warszawie – publiczne liceum ogólnokształcące znajdujące się przy ulicy Bogumiła Zuga 16 w dzielnicy Bielany w Warszawie.

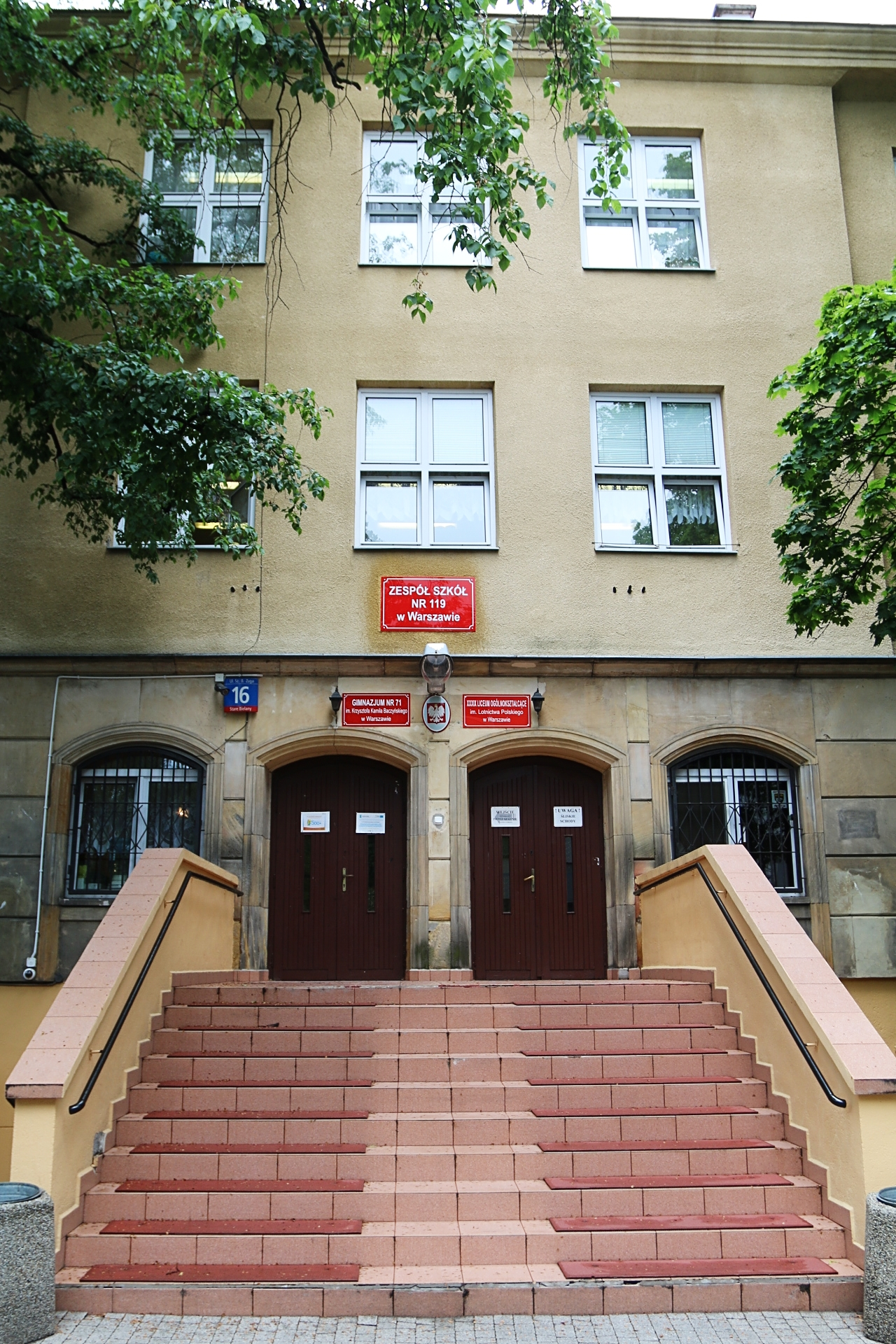
Wejście do Liceum

## Historia
Liceum rozpoczęło działalność 1 września 1962. Stanowisko dyrektora objął Wacław Wiecki – nauczyciel historii. 
Początkowo zajęcia odbywały się popołudniami w salach Liceum Ogólnokształcącego im. Jose Marti na ul. Żeromskiego. Budynek szkoły był w trakcie budowy, oddano go do użytku w grudniu 1962 i od tego czasu zajęcia odbywały się już na ul. Lindego 20. Oficjalne rozpoczęcie działalności szkoły datowane jest na 12 października 1963. Patronat nad szkołą objęły Wojska lotnicze, dlatego Ośrodek Szkolno-Wychowawczy (pierwsza wieloletnia nazwa szkoły) otrzymał imię Ludowego Lotnictwa Polskiego, zmienione w latach 90. na im. Lotnictwa Polskiego. Symbolem tego patronatu był stojący przed budynkiem szkoły samolot – początkowo MiG-15, zastąpiony w 1993 MIGiem-17. Wojska Lotnicze i Wojska Obrony Powietrznej Kraju w 1968 ufundowały szkole pierwszy sztandar. Aktualny, z 1995 jest darem Stowarzyszenia Lotników Polskich w Leeds. 
W 1973 – na dziesięciolecie szkoły powstał Hymn szkoły pt. „Leć w górę stalowy ptaku“, którego autorem była Hanna Radwańska – wieloletnia nauczycielka języka polskiego. 1 września 2009 decyzją Rady miasta Warszawy przeniesiono szkołę z ul. Lindego 20 na ul. Zuga 16. 7 czerwca 2013 obchodzono uroczyście 50-lecie istnienia szkoły.

## Dyrektorzy
- 1963–1964 – Wacław Wiecki
- 1964–1970 – Wiesław Kulmiński
- 1970–1991 – Anna Świeżyńska
- 1991–1992 – Włodzimierz Sterzyński
- 1992–1998 – Krystyna Klinert
- 1998–2008 – Ryszard Ładyński
- IX 2008–XII 2008 – Bogumiła Filipek
- od I 2009 – Paweł Gmitrzuk

## Absolwenci (m.in.)
- Zbigniew Beta
- Leszek Cichy
- Ryszard Czarnecki
- Arkadiusz Gołaś
- Grzegorz Gołębiowski
- Tomasz Grochoczyński
- Lech Kaczyński  – Prezydent RP
- Agnieszka Kotulanka
- Iwona Kowalewska
- Grzegorz Łomacz
- Tomasz Mathea
- Zbigniew Pacelt
- Paweł Papke
- Tomasz Rossa
- Damian Wojtaszek
- Rafał Wolski
- Leszek Zasztowt